# ماري هوبر
ماري هوبر (بالإنجليزية: Marie Huber)‏ (و. 1695 – 1753 م) هي ثيولوجية، ومحررة (نشر)، من سويسرا، ولدت في جنيف، توفيت في ليون، عن عمر يناهز 58 عاماً.